# Karl Mörner
För andra betydelser, se Karl Mörner (olika betydelser).
Karl Axel Hampus Mörner (K.A.H. Mörner), född 4 september 1854 på Stjärnfors, Örebro län, död 30 mars 1917 i Stockholm, var en svensk greve och läkare.
Mörner blev student vid Uppsala universitet 1872, medicine kandidat där 1880 och medicine licentiat vid Karolinska institutet i Stockholm 1884. Han disputerade där 1886 för medicine doktorsgraden och promoverades samma år i Uppsala. Samma år utnämndes Mörner även till professor i kemi och farmaci vid Karolinska institutet, vars rektor han var från 1898. 
Mörner blev ledamot av Vetenskapsakademien 1897, av Fysiografiska sällskapet i Lund 1900 och av Vetenskapssocieteten i Uppsala 1908. Efter att ha verkat som den ene av representanterna för Karolinska institutet i den kommitté, som hade till uppgift att utarbeta stadgar för Nobelstiftelsen, var han, efter det att denna stiftelse börjat sin verksamhet, ordförande i den medicinska Nobelkommittén.
Mörner författade många skrifter inom den fysiologiska och farmaceutiska kemin samt mycket betydelsefulla arbeten om svavlets förekomst och bindningssätt hos proteinerna. Slutligen skildrade han som preses i Vetenskapsakademien 1908 Nils Johan Berlins liv och verksamhet samt 1910 i Karolinska institutets historia den kemiska institutionen.